# 圣费利克斯洛拉盖
圣费利克斯洛拉盖（法語：Saint-Félix-Lauragais，法語發音：[sɛ̃ feliks loʁaɡɛ]）是法国上加龙省的一个市镇，属于图卢兹区。

## 地理
圣费利克斯洛拉盖（43°26'55"N, 1°53'15"E）面积51.88 平方千米，位于法国奧克西塔尼大區上加龙省，该省份为法国西南部内陆省份，西南端与西班牙接壤，自此顺时针与上比利牛斯省、热尔省、塔恩-加龙省、塔恩省、奥德省和阿列日省接壤。
与圣费利克斯洛拉盖接壤的市镇（或旧市镇、城区）包括：莱卡塞、拉波马雷德、皮日尼耶、圣波莱、苏佩克斯、旺迪内勒河畔欧里亚克、洛拉盖地区贝莱斯塔、勒卡巴尼亚勒、法尔加、蒙泰居洛拉盖、勒韦勒、鲁芒、圣朱利亚、沃村。

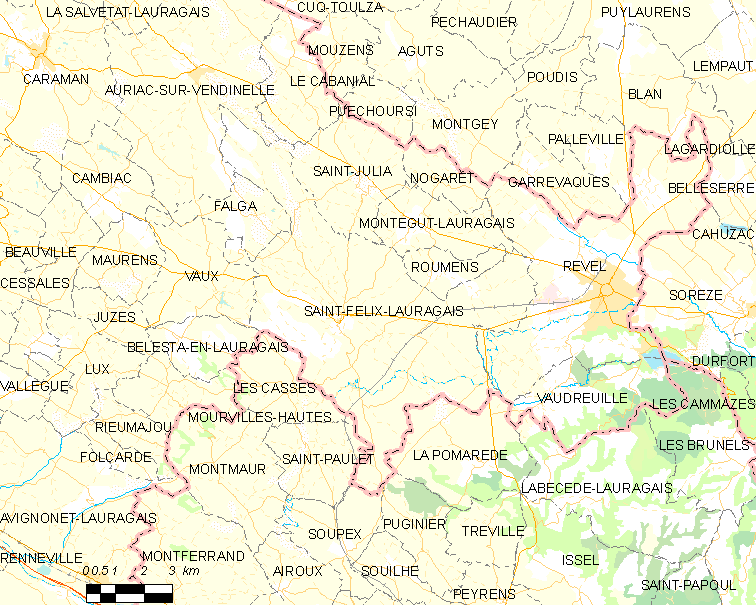
圣费利克斯洛拉盖的OSM定位图

圣费利克斯洛拉盖的时区为UTC+01:00、UTC+02:00（夏令时）。

## 行政
圣费利克斯洛拉盖的邮政编码为31540，INSEE市镇编码为31478。

## 政治
圣费利克斯洛拉盖所属的省级选区为勒韦勒县。

## 人口

1962-2008年间圣费利克斯洛拉盖人口变化图示

圣费利克斯洛拉盖于2022年1月1日时的人口数量为1255人。

## 图集

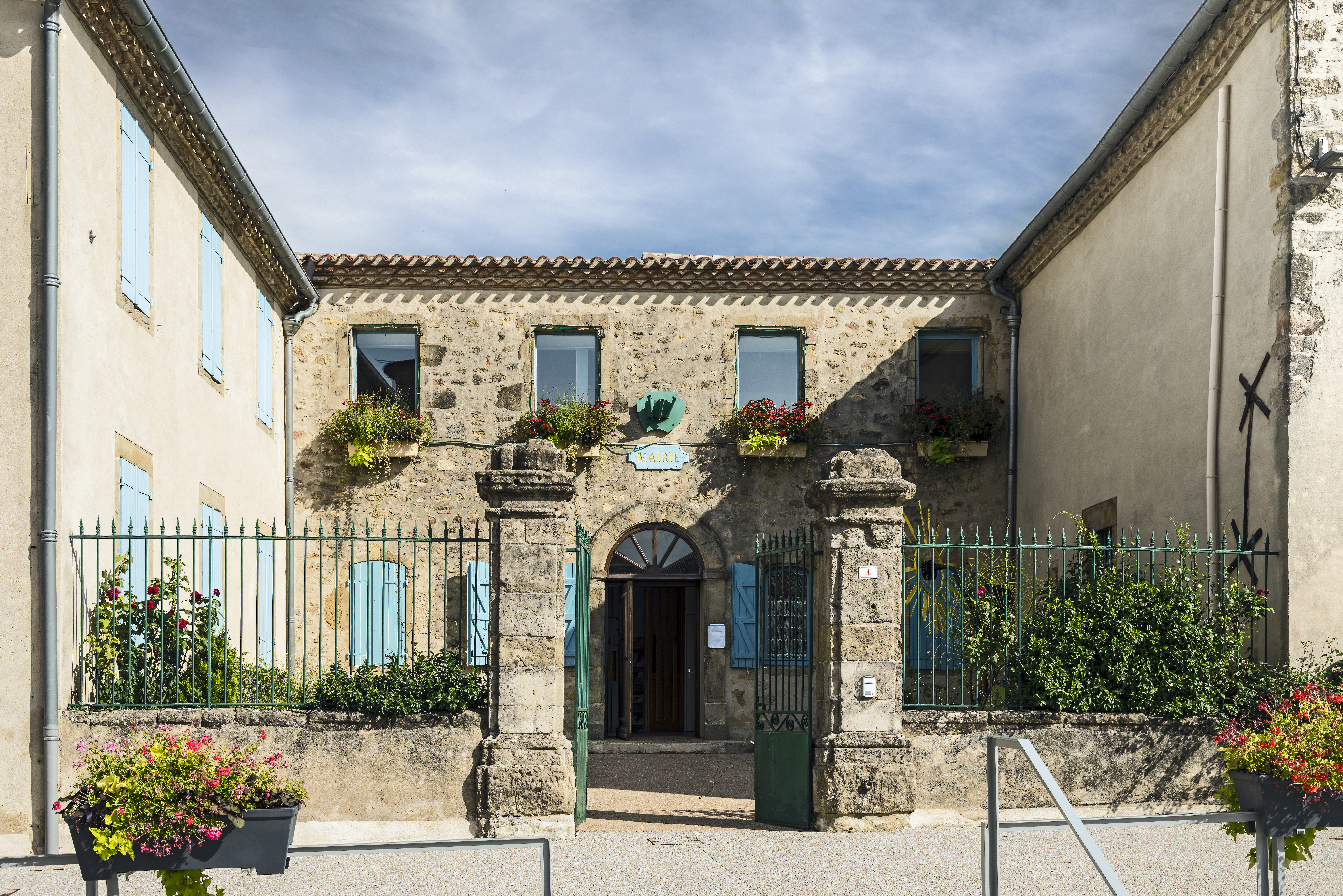
市政厅
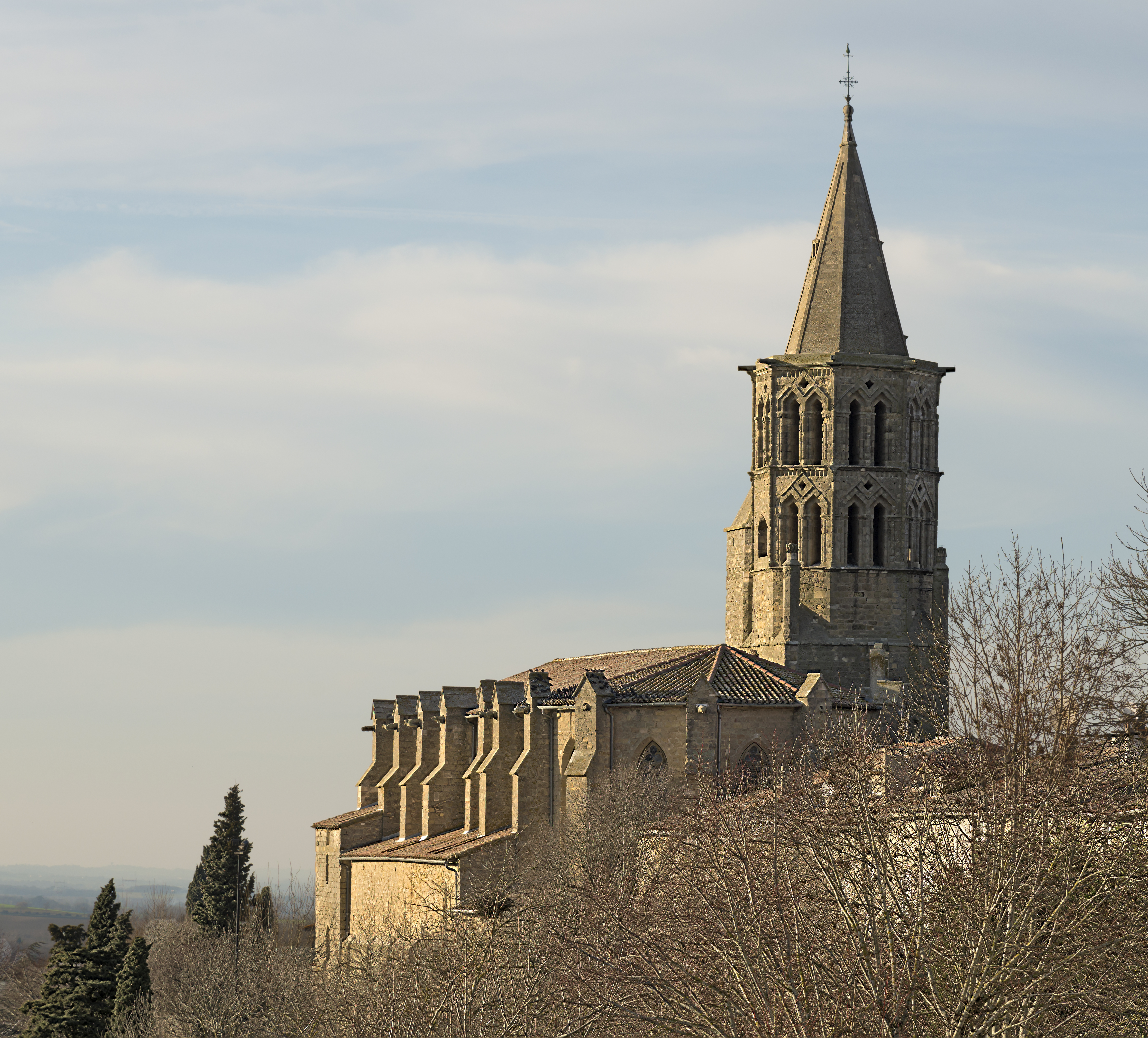
教堂
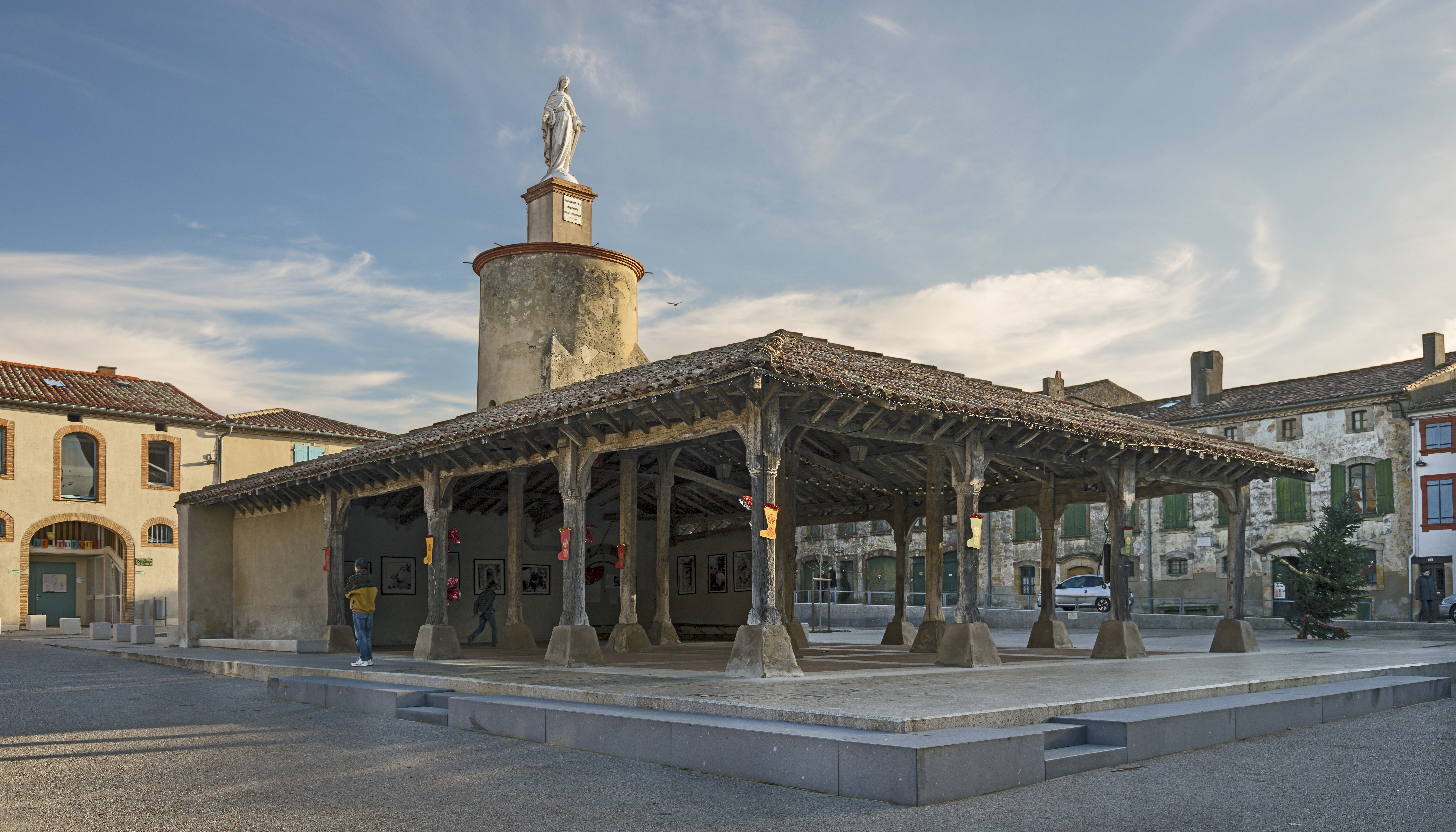
大堂
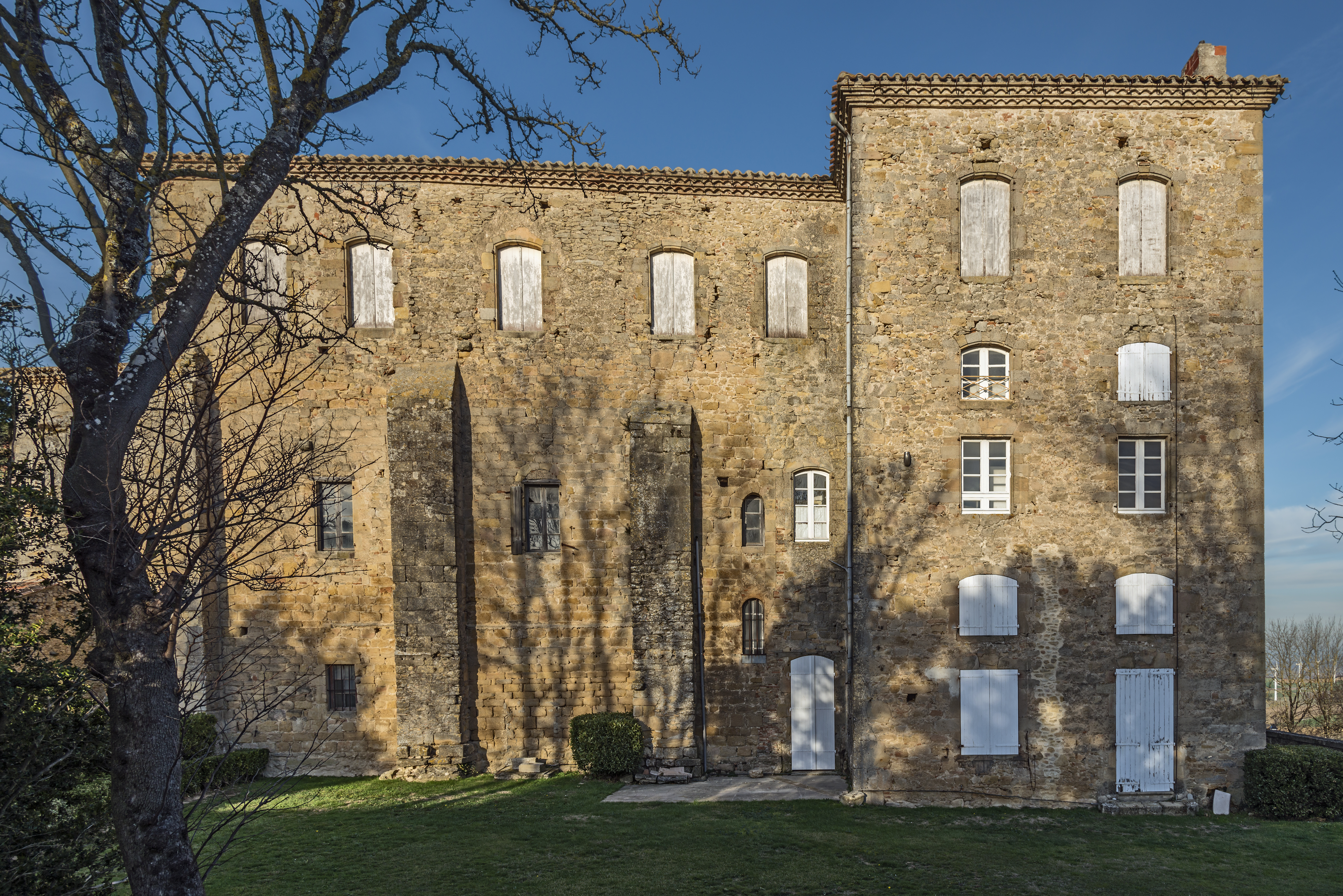
城堡